# Center (Colorado)
Center es un pueblo ubicado en el condado de Saguache en el estado estadounidense de Colorado. En el año 2000 tenía una población de 2392 habitantes y una densidad poblacional de 1.087,3 personas por km².

## Geografía
Center se encuentra ubicada en las coordenadas 37°45′10″N 106°6′38″O / 37.75278, -106.11056.

## Demografía
Según la Oficina del Censo en 2000 los ingresos medios por hogar en la localidad eran de $23.780, y los ingresos medios por familia eran $26.143. Los hombres tenían unos ingresos medios de $20.844 frente a los $18.036 para las mujeres. La renta per cápita para la localidad era de $9289. Alrededor del 27,5% de la población estaba por debajo del umbral de pobreza.